# Свёкла карликовая
Свёкла ка́рликовая (лат. Beta nana) — вид двудольных растений рода Свёкла (Beta) семейства Амарантовые (Amaranthaceae). Впервые описана ботаниками Пьером Эдмоном Буассье и Теодором фон Гельдрайхом в 1846 году.

## Распространение и среда обитания
Эндемик Греции. Известно двадцать субпопуляций с 26 (двадцати шести) небольших участков общей площадью меньше 1 км² в горах в центральной и южной частях страны.
Высокогорное растение, растущее на сравнительно влажной почве либо в расщелинах между камнями, на сухих тропах.

## Ботаническое описание
Внешне неприметное травянистое растение.
Листья диаметром 10—20 см, собраны в небольшие розетки.
Цветки обоеполые, самоопыляющиеся, по 10—25 штук на каждое растение.
Цветёт с июня по август.
Число хромосом — 2n=18. Является дикорастущей родственницей свёклы обыкновенной (Beta vulgaris) и генетически очень близка ей, хотя гибридов с последней практически не образует.

## Экология
Поражается паразитическим червём-нематодой Heterodera schachtii.

## Охранный статус
Вид считается уязвимым («vulnerable») согласно данным Международного союза охраны природы. Численность экземпляров стабильна, однако основной угрозой остаётся неконтролируемый выпас скота на участках произрастания растения.
Свёкла карликовая занесена в Красную книгу Греции; защищается и на общеевропейском уровне.
Генетический материал растения хранится в европейских генных банках.